# Plumeria alba
Plumeria alba je biljna vrsta iz roda Plumeria. To je zimzeleni grm visine od 2 do 8 m koji ima uske izdužene listove te velike i jako mirisne bijele cvjetove. Autohtona je u Srednjoj Americi i Karibima, a sada je uobičajena i naturalizirana u južnoj i jugoistočnoj Aziji.
Plumeria alba je nacionalni cvijet Nikaragve i Laosa, a najveću popularnost je stekla na Havajima gdje se cvjetovi ove biljke pletu u vijence.

## Vanjske poveznice
- National Tropical Botanical Garden Plant Database  Arhivirana inačica izvorne stranice od 15. travnja 2013. (Wayback Machine) (engl.)
- Plumeria alba (White Frangipani), University of Florida (engl.)